# Vasco de Lima Couto
Vasco de Lima Couto (* 26. November 1923 in Porto; † 10. März 1980 in Lissabon) war ein portugiesischer Dichter und Schauspieler.

## Werdegang
Sein Bühnendebüt feierte er am  27. März 1947. Am 13. März 1951 schloss er sich der Theaterkompanie von Amélia Rey Colaço und Robles Monteiro an. Daneben arbeitete er für das Teatro Experimental do Porto, das Teatro da Câmara - Estufa Fria, das Teatro da Trindade und das Teatro Experimental de Lisboa. Er ging dann nach Angola, wo er für das Radio tätig war. Nach seiner Rückkehr nach Portugal im Jahr 1974 arbeitete er für das Teatro da Cornucópia und die Kompanie von Maria Matos.
Parallel zu seiner Arbeit am Theater veröffentlichte er zahlreiche Gedichte, die von Sängern wie Amália Rodrigues, Carlos do Carmo, Lenita Gentil und Vasco Rafael interpretiert wurden.
1981 wurde in Constância die Casa Museu Vasco de Lima Couto eröffnet, die sich dem Leben und Werk des Dichters widmet.

## Werke
- 1943: Arrebol
- 1947: Romance
- 1950: Recado Invisivel
- 1952: Os olhos e o silêncio
- 1959: O Silêncio Quebrado
- 1974: Esta continua saudade...
- 1974: Bom Dia Meu Amor...
- Deixando discorrer os rios
- 1981: Canto de Vida e de Morte